# Condado de O'Brien
O Condado de O'Brien é um dos 99 condados do estado norte-americano de Iowa. A sede do condado é Primghar, que é também a sua maior cidade. O condado tem uma área de 1485 km² (dos quais 1 km² está coberto por água), uma população de 15 102 habitantes, e uma densidade populacional de 10,1 hab/km² (segundo o censo nacional de 2000). O condado foi fundado em 1851 e recebeu o seu nome em homenagem a William Smith O'Brien (1803-1864), nacionalista irlandês, parlamentar, líder do partido Young Ireland.